# Hyperolius castaneus
Hyperolius castaneus (лат.) — вид бесхвостых земноводных из семейства прыгуний, принадлежащий к роду тростнянок. Обитают в Бурунди, Руанде, Уганде, Демократической Республике Конго.
Самцы достигают 2—2,6 см в длину, самки — 2,7—3,2. Окрас у самцов от светло-коричневого до коричневого цвета, у самок от оранжево-коричневого до горчично-жёлтого.